# Godfried Roemeratoe
Godfried Roemeratoe, né le 19 août 1999 à Oost-Souburg aux Pays-Bas, est un footballeur international curacien qui joue au poste de milieu de terrain au RKC Waalwijk.

## Biographie

### En club

#### FC Twente
Né à Oost-Souburg aux Pays-Bas, Godfried Roemeratoe rejoint le FC Twente à l'âge de 14 ans, en provenance du JVOZ Zeeland. Il joue son premier match en équipe première le 21 décembre 2018, lors d'une rencontre de deuxième division néerlandaise face au NEC Nimègue. Il entre en jeu à la place de Matthew Smith, et son équipe s'impose sur le score de deux buts à zéro. Le club terminant premier du championnat en 2018-2019, il est sacré champion de deuxième division, et promu dans l'élite du football néerlandais seulement un an après l'avoir quitté.
Roemeratoe joue son premier match d'Eredivisie le 3 août 2019, lors de la première journée de la saison 2019-2020 face au PSV Eindhoven. Il est titulaire lors de cette rencontre qui se solde par un match nul (1-1). Le 15 février 2020, il prolonge son contrat avec le FC Twente jusqu'en 2022, avec une année en option,.

#### Hapoël Tel-Aviv
Laissé libre par le FC Twente, Godfried Roemeratoe rejoint l'Hapoël Tel-Aviv FC à l'été 2022. Il signe le 26 juin un contrat d'un an plus une année supplémentaire en option.

### En sélections nationales
En octobre 2020, il est pré-sélectionné pour la première fois avec l'équipe des Pays-Bas espoirs.

## Vie privée
Godfried Roemeratoe a deux frères aînés, tous deux également footballeurs : Renzo (nl) et Milton Roemeratoe.